# Busitalia Campania
Busitalia Campania S.p.A. è l'azienda di trasporto pubblico locale che gestisce il trasporto su gomma nella città di Salerno e in parte della Provincia. A partire dal 2025 gestirà il trasporto su gomma anche nella Città metropolitana di Napoli sostituendo le linee suburbane ANM, EAV ed ex CTP.
È nata nel 2016 in seguito all'acquisizione del CSTP (Consorzio Salernitano Trasporti Pubblici) da parte di Busitalia.

## Storia

### Dalla T.E.P.S al C.S.T.P
Nell'ottobre del 1906 nacque, su iniziativa di imprenditori belgi ed italiani la Tramways Electriques de la Province de Salerne (Societè Anonyme), con sede a Bruxelles, per realizzare una linea tranviaria che collegasse Salerno a Pompei. Nel 1920 un gruppo di imprenditori locali acquisì la società e stabilì la nuova sede a Cava de' Tirreni iniziando a convertire, a partire dalla seconda metà degli anni '30 la linea tranviaria in filovia, realizzando numerose nuove linee nel territorio della città di Salerno. Nel 1939 la società fu rilevata a sua volta dalla Società Agricola Industriale Meridionale "S.A.I.M." che ne trasferì la sede a Roma per poi passare nel 1949 alla Società Meridionale Trasporti "SO.ME.TRA.", che completò il processo di trasformazione da tram a filobus. Nel 1964 la SO.ME.TRA fu dichiarata fallita e le strutture e i mezzi furono acquisiti dall'Azienda Trasporti Autofiloviari Consorzio Salernitano (A.T.A.C.S.). L'azienda, si trasformò nel 1996, nel Consorzio Salernitano Trasporti Pubblici "C.S.T.P." divenuto nel 2001 Società per azioni. Dal 2003 fa parte di UnicoCampania.

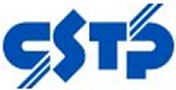
Logo del C.S.T.P

### La crisi
Nell'aprile 2011, a causa dei tagli ai fondi regionali per il trasporto pubblico decisi dalla Regione Campania, l'azienda entra in crisi, facendo registrare ingenti perdite e chiudendo in passivo il bilancio dell'anno 2011. Nel 2012 tale crisi porta l'assemblea dei soci del CSTP ad esprimere la volontà di non ricostituire il capitale sociale, decretando di conseguenza la messa in liquidazione della società ai sensi dell'art. 2484 del codice civile, a partire dal 12 aprile. Dopo alcuni mesi difficili per i lavoratori e gli utenti, con scioperi e tagli alle corse, il 29 novembre l'assemblea dei soci decide per la ricapitalizzazione dell'azienda e dunque per la revoca dello stato di liquidazione. Tuttavia, l'obiettivo non viene raggiunto, i tagli alle corse, giustificati dalla mancanza di fondi per la manutenzione dei mezzi, proseguono, così come gli scioperi dei dipendenti. Nel luglio 2013, il Tribunale di Salerno dichiara lo stato di insolvenza dell'azienda, nominando, su suggerimento del Ministero dello sviluppo economico, commissario giudiziale Raimondo Pasquino, rettore uscente dell'Università di Salerno; nell'ottobre dello stesso anno l'azienda viene ammessa all'amministrazione straordinaria, con Pasquino commissario straordinario, con mandato biennale.

### La nascita di Busitalia Campania
Il 27 maggio 2016 l'azienda viene ceduta, in seguito a procedura di gara, all'azienda Busitalia-Sita Nord per un importo di 5.9 milioni di €. Nasce così una nuova entità, che prende il nome di BusItalia Campania mentre la CSTP diventa bad company con in carico tutti i debiti della vecchia azienda. Dal 1º gennaio 2017 gestisce ufficialmente il servizio di trasporto pubblico sul territorio salernitano.
Nel 2024, la Regione Campania ha avviato una riorganizzazione del trasporto pubblico locale su gomma, suddividendo il territorio regionale in cinque ambiti territoriali (denominati "lotti") e bandendo una gara pubblica europea per l’affidamento in concessione dei servizi minimi di trasporto.
Nel mese di maggio 2024, la società Busitalia Campania si è aggiudicata il lotto 4, relativo ai servizi extraurbani nella Città metropolitana di Napoli, per un periodo di dieci anni. Questo lotto comprende le linee autobus attualmente gestite da EAV ed ANM, nonché quelle già in precedenza affidate alla CTP (fallita nel 2022). Il contratto prevede una produzione annua complessiva di circa 35 milioni di chilometri e l’impiego di una flotta di 1.390 autobus.
Il subentro operativo di Busitalia Campania nella gestione del servizio è previsto nel corso del 2025.

## Parco mezzi
A partire dal 2017 prende il via un'importante operazione di rinnovo del parco mezzi, frutto sia di investimenti privati dell'azienda sia di forniture regionali operate dall'Agenzia Regionale per la Mobilità Sostenibile, attraverso l'utilizzo di risorse POR-FESR 2007/2013 e 2014/2020 e gare CONSIP. In particolare vengono immessi nel parco mezzi 8 Sprinter e 5 Citaro C1.. Nel corso del 2019 vengono consegnati 25 Menarinibus Citymood da 10 metri e 20 BredaMenarinibus Vivacity da 8 metri per linee urbane, 10 Iveco Crossway per linee interurbane. A fine fornitura saranno operativi 143 autobus nuovi. Ad agosto 2020 vennero consegnati 5 IVECO Urbanway Full Hybrid e a dicembre dello stesso anno ertrarono in servizio 3 Crossway Line da 13 metri, 10 Crossway Line da 10 metri, 19 Menarini Citymood suburbani da 10 metri e 14 Citaro da 10 metri urbani, per un totale di 49 nuovi autobus circolanti.

## Linee principali

### Provincia di Salerno

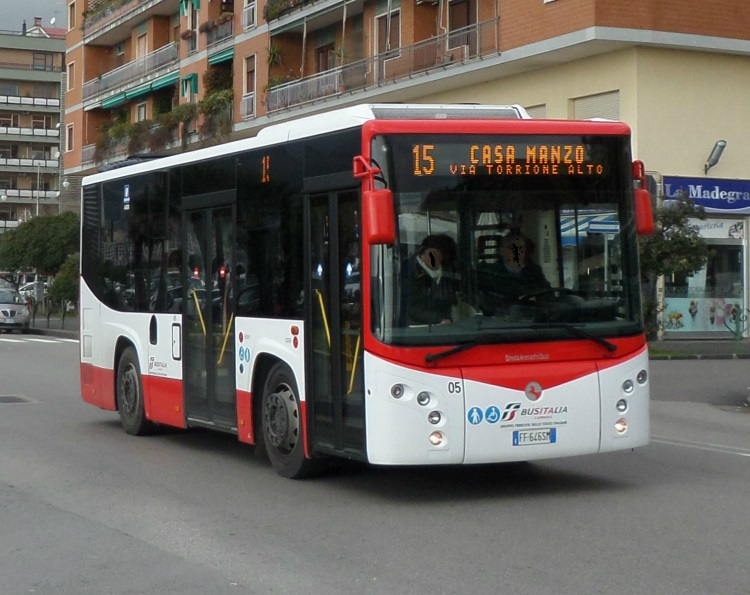
Il nuovo VivaCity di Busitalia in servizio a Salerno

Le principali linee extraurbane sono la linea 8 che collega Salerno e Battipaglia attraversando tutta la parte orientale di Salerno, Pontecagnano, l'Aeroporto di Salerno-Costa d'Amalfi e infine Bellizzi, la linea 10 Stazione di Salerno-Mercato San Severino passando per Baronissi, poi la linea 4 che collega Salerno e Pompei attraversando quindi la Strada statale 18 Tirrena Inferiore e quindi le principali città della provincia (Cava de' Tirreni, Nocera Superiore, Nocera Inferiore, Pagani, Angri e Scafati) e la linea 9 che collega il capoluogo e Siano via Nocera Superiore-Roccapiemonte e Castel San Giorgio.
La linea 1 che collega Canalone - Vietri sul Mare - Dragonea.
Altra linea importante è la 75 Pagani-Angri-Napoli. Molto importanti anche la linea 23 che collega Salerno, Baronissi e Calvanico attraversando la Strada statale 88 dei Due Principati, e la 22 che attraversa il comune di Pellezzano.
L'Università degli Studi di Salerno è invece collegata con tre linee principali: 7, 17 e 27.
Altre linee importanti sono la linea 6 Salerno Via Ligea-Quartieri Europa e Italia, la linea 11 Salerno Fratte-Sant'Eustachio, la linea 24 Salerno-Battipaglia-Campolongo, e la linea 74 Corbara/San Marzano sul Sarno- Angri-Castellammare di Stabia, unico collegamento del salernitano con la città stabiese.
Nel 2019 è approvato dal comune di Salerno il Piano Generale del Traffico Urbano che prevede una completa riorganizzazione delle linee su assi trasversali e longitudinali principali a cui si aggiungeranno una serie di linee circolari.